# Superman: The Man of Steel
Superman: The Man of Steel is een videospel dat in 1989 uitkwam voor de diverse platforms. De speler speelt superman en moet Lois Lane redden uit de klauwen van de schurken Lex Luthor en Darkseid. Ook moet de stad beschermd worden tegen criminelen. Het actiespel heeft zowel levels om te vliegen als met platforms.  

## Platforms
| Jaar | Platform                                                                                         |
| ---- | ------------------------------------------------------------------------------------------------ |
| 1989 | Amiga, Amstrad CPC, Apple II, Atari ST, BBC Micro, Commodore 64, DOS, Electron, MSX, ZX Spectrum |
| 1992 | Sega Mega Drive                                                                                  |
| 1993 | Game Gear, SEGA Master System                                                                    |
| 2002 | Xbox                                                                                             |

## Ontvangst
| Beoordeeld door                       | Jaar | Platform        | Score |
| ------------------------------------- | ---- | --------------- | ----- |
| Atari ST User                         | 1989 | Atari ST        | 90%   |
| ACE (Advanced Computer Entertainment) | 1989 | Atari ST        | 80%   |
| ACE (Advanced Computer Entertainment) | 1989 | Commodore 64    | 75%   |
| Power Play                            | 1989 | Commodore 64    | 71%   |
| Power Unlimited                       | 1994 | Game Gear       | 70%   |
| The One                               | 1989 | Atari ST        | 66%   |
| Sega-16.com                           | 2008 | Sega Mega Drive | 60%   |
| The Games Machine (UK)                | 1989 | Atari ST        | 43%   |
| The Games Machine (UK)                | 1989 | Commodore 64    | 38%   |
| The Games Machine (UK)                | 1989 | ZX Spectrum     | 34%   |